# ناصر الجوهر
ناصر الجوهر (عربی: ناصر الجوهر؛ زادهٔ ۱۹۴۶) بازیکن سابق و مربی فوتبال اهل عربستان سعودی است. این مربی عربستانی تاکنون چندین مرتبه عهده‌‌دار سرمربیگری تیم ملی فوتبال عربستان شده است.